# Sułtani Kelantanu
Sułtani Kelantanu

## Królowie Kelantanu
- Trailokja Radża Mauli Bhuśana Warmadewa (król (maharadża) Imbang Dżaja ok. 1220-1233)
- Zależność od Śriwidźaji 1220-1225/70
- Suran (król (maharadża) Dżawaki ok. 1233-1253) [syn]
- Sakranta (ok. 1253-1267) [syn]
- (?)Interregnum ok. 1267-1318
- Cze Siti Wan Kembang (ok. 1318-1348) [syn]

## Sułtani lub królowie Kelantanu
- Mahmud Dżiddah Riajat Saadat as-Salam (ok. 1345-1362; sułtan po 1345) [bratanek]
- Zależność od Ajutthaii ok. 1350-1520
- Baki Szach (ok. 1362-1418) [syn]
- Sadik Muhammad Maulana Nengiri (ok. 1418-1429) [syn]
- Iskandar Szach (1429-1465) [brat]
- Mansur Szach I (1465-1499/1521) [syn]
- Panowanie Malakki 1499-1511
- Mansur Szach I (2. panowanie 1511-1521)
- Gombak (1521-1526) [syn]
- Radża Ahmad (1526-1547) [syn]
- Sułtan Mansur II (1547-1561) [syn]
- Sułtan Ibrahim (1561-1565; abdykował) [syn]
- Radża Umar (1565-1570; abdykował) [wnuk Mansura II]
- Sułtan Ibrahim I (2. panowanie 1570-1579)
- Sułtan Adil ad-Din (1579-1597; usunięty)
- Sułtan Husajn (1584-1610) [zięć Ahmada]
- Sułtan Muhammad (1597-1602) [syn Ibrahima I]
- Adil ad-Din (2. panowanie 1602-1605)
- Sułtan Samir ad-Din (1605-1616) [brat]
- Sułtan Abd al-Kadir (1616-1632) [syn]
- Radża Śakti (w Kelantan Uttara (Jembal) 1632-1649; abdykował, zmarł 1662) [syn]
- Radża Abd Allah (w Kelantan Selantan 1632-1646) [stryj]
- Radża Abd ar-Rahim (w Kelantan Selantan 1646-1649) [brat]
- Radża Lojor (w Jembalu 1649-1663) [syn Śakti]
- Sułtan Umar (1663-1721; regencja 1663-1675) [brat]
- Putri Saadong (w Jembalu 1663-1671) [córka Lojora]
- Radża Abd ar-Rahman (1671-1675) [wnuk Śakti]
- Sułtan Long Bahar (1721-1733; regent 1715-1721) [zięć Umara]
- Radża Long Sulajman (1733-1738/9; usunięty) [syn]
- N.N. (?interregnum) 1739-1746) [kuzyn]
- Long Sulajman (2. panowanie 1745-1756)
- Sułtan Long Pandak (1756-1758)
- Sułtan Long Muhammad (1758-1763) [syn]
- Radża Tuan Besar (1763-1765)
- Radża Long Junus (1776-1795) [syn Long Sulajmana]
- Panowanie Terengganu 1795-1800

## Sułtani Kelantanu
Dynastia muzułmańska
- Muhammad I (1800-1835) [syn]
- Zależność od Tajlandii 1812-1909
- Muhammad II (1835-1886; regencja 1835-1837) [kuzyn]
- Ahmad Tengah (1886-1890) [syn]
- Muhammad III (1890-1891) [syn]
- Long Mansur (1891-1900) [brat]
- Muhammad IV (1900-1920) [syn Muhammada II]
- Protektorat brytyjski 1909-1957
- Ismail (1920-1943; usunięty, zmarł 1944) [syn]
- Okupacja japońska 1942-1943
- Panowanie Tajlandii 1943-1945

| #  | Imię                   |          | Lata życia                     | Lata życia                  | Czas rządów      | Czas rządów                | Rodzice                                                    |
| #  | Imię                   | Urodzony | Zmarł                          | Od                          | Do               |                            | Rodzice                                                    |
| -- | ---------------------- | -------- | ------------------------------ | --------------------------- | ---------------- | -------------------------- | ---------------------------------------------------------- |
| 26 | Ibrahim                |          | 9 października 1897 Kota Bharu | 9 lipca 1960 Kota Bharu     | 21 czerwca 1944  | 9 lipca 1960               | Muhammad IV Zainab binti Nik Wan Muhammad Amin             |
| 27 | Yahya Petra            |          | 10 grudnia 1917 Kuala Lumpur   | 29 marca 1979 Kuala Lumpur  | 10 lipca 1960    | 29 marca 1979              | Ibrahim Ibni Almarhum Sultan Muhammad IV Embong Binti Daud |
| 28 | Tuanku Ismail Petra    |          | 11 listopada 1949 Kota Bharu   | 28 września 2019 Kota Bharu | 30 marca 1980    | 13 września 2010 Abdykował | Yahya Petra Tengku Zainab Binti Tengku Muhammad Petra      |
| 29 | Muhammad V Faris Petra |          | 6 października 1969 Kota Bharu |                             | 13 września 2010 |                            | Tuanku Ismail Petra Tengku Anis Tengku Abdul Hamid         |